# Núñez del Cuvillo
Nuñez del Cuvillo es una ganadería brava española perteneciente a la Agrupación Española de Ganaderos de Reses Bravas, fundada en 1982, y cuyos toros pastan en las fincas de "El Grullo" y "El Gallarín", situadas en Vejer de la Frontera; "El Lanchar", en Conil de la Frontera y "Los Arenalejos", de Medina Sidonia, todas ellas en la provincia de Cádiz (España).
El nombre de esta ganadería procede de los apellidos de su primer propietario, don Joaquín Núñez del Cuvillo, y cuya divisa es de color verde, blanco y rojo. Aunque su origen es de 1982, su antigüedad - la primera vez que se lidió una corrida completa en la Plaza de toros de Las Ventas (Madrid) - es de 13 de mayo de 1991.

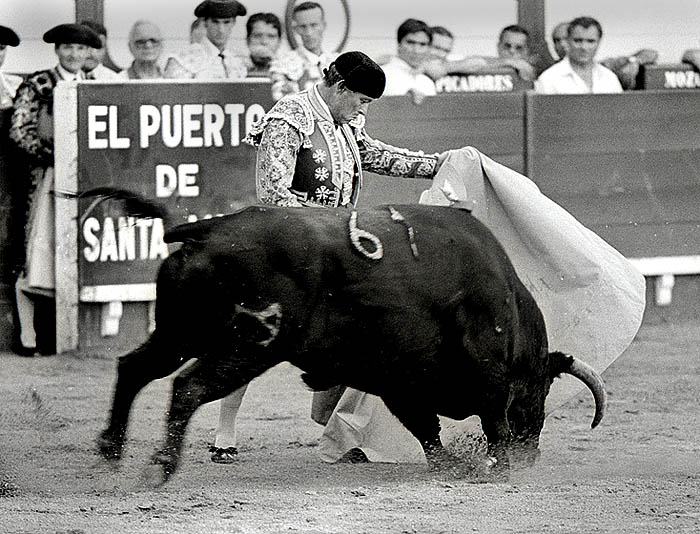
Curro Romero toreando un toro de la ganadería de Núñez del Cuvillo en la plaza del Puerto de Santa María.

## Historia de la ganadería
Se forma en el año 1982 por Joaquín Núñez del Cuvillo, sobrino del ganadero Carlos Núñez Manso, creador del encaste homónimo. Ese año, Joaquín compra la ganadería de Jaime Osborne “Osborne-Domecq Hermanos”. (Juan Pedro Domecq - Osborne). En 1985 añadió reses de Belén Ordóñez (Carlos Núñez), en 1988 un lote importante de vacas y un semental de Sayalero y Bandrés (Marqués de Domecq-Maribel Ybarra) en 1989 reses de Atanasio Fernández, en 1990 un lote de 50 vacas y dos sementales de Torrealta y en 1992 reses de Juan Pedro Domecq Solís y otras del Marqués de Domecq. Las reses procedentes de Carlos Núñez y de Atanasio Fernández han sido eliminadas o bien absorbidas. Es, por tanto, una ganadería de predominio Marqués de Domecq y Osborne con algo de Torrestrella, Jandilla y Juan Pedro Domecq Solís.

### Toros célebres
- Pañoleto. Lidiado por El Niño de la Capea en Madrid en el año 2001.[3]
- Aguaclara. Fue lidiado el 24 de mayo de 2005 en Granada y recibió el trofeo taurino entregado por el Colegio Oficial de Veterinarios de Granada al mejor toro de la Feria del Corpus de dicho año.
- Juncoso. n.º 66, colorado, de 555 kilos, lidiado por Sebastián Castella en la Plaza de Toros de Valencia durante la Feria de las Fallas el 15 de marzo de 2015, siendo premiado como el mejor toro de la feria.[8]
- Cacareo, número 166, negro listón, de 548 kilos, lidiado el 25 de mayo de 2018 en Las Ventas por Alejandro Talavante, al que le cortó las dos orejas y que resultó ovacionado en el arrastre.[9]

### Toros indultados
- Miraflores, n.º  216,  colorado, de 539 kilos, lidiado e indultado por Daniel Luque en la Plaza de toros de Granada el 12 de junio de 2009.[10]
- Idílico. Toro Castaño hijo de Diligencia, fue indultado en la plaza de toros de Barcelona el 21 de septiembre de 2008, después de ser lidiado por José Tomás. Tras volver a la dehesa, se convirtió en semental y perpetuó su estirpe con 66 crías. Sin embargo murió en el 2010 como consecuencia de paratuberculosis, enfermedad infecciosa bovina cuyo desarrollo se vio favorecido por las heridas y estrés que sufrió en la plaza.[11]
- Arrojado. Animal de 500 kilos de peso y color negro mulato, toreado por José María Manzanares  el 30 de abril de 2011. Fue el primer toro indultado en la historia de la Plaza de Toros de la Real Maestranza de Caballería de Sevilla.[12]
- Juncoso. N°197, castaño de 573 kg , lidiado por Daniel Luque, fue indultado en la Plaza de Toros de Palencia el 1 de septiembre de 2022. En una corrida goyesca en homenaje al 90 aniversario del nacimiento del insigne torero palentino Marcos de Celis (1932 - 2018).[13][14][15]
- Gavilán. Toro de 505 kg lidiado por Alejandro Talavante el 22 de junio de 2025 en la Plaza de toros de Alicante, en el marco de la feria de San Juan. [16]

## Características
La ganadería está conformada con reses de Encaste Juan Pedro Domecq en la línea de Osborne. Atienden en sus características zootécnicas a las que recoge como propias de este encaste el Ministerio del Interior:
- Toros elipométricos y eumétricos, más bien brevilíneos con perfiles rectos o subconvexos, con una línea dorso-lumbar recta o ligeramente ensillada; y la grupa, con frecuencia, angulosa y poco desarrollada y las extremidades cortas, sobre todo las manos, de radios óseos finos.
- Bajos de agujas, finos de piel y de proporciones armónicas, bien encornados, con desarrollo medio, y astifinos, pudiendo presentar encornaduras en gancho. El cuello es largo y descolgado, el morrillo bien desarrollado y la papada tiene un grado de desarrollo discreto.
- Sus pintas son negras, coloradas, castañas, tostadas y, ocasionalmente, jaboneras y ensabanadas, estas últimas por influencia de la casta Vazqueña. Entre los accidentales destaca la presencia del listón, chorreado, jirón, salpicado, burraco, gargantillo, ojo de perdiz, bociblanco y albardado, entre otros.

## Sanfermines

### 2008
La ganadería participó por cuarta vez en los Sanfermines, en el día 14 de julio; el encierro duró un total de 2 minutos y 37 segundos, dejando varios contusionados. La corrida vespertina fue estoqueada por Enrique Ponce, El Juli y José María Manzanares.

### 2009
Quinto encierro por las calles de Pamplona y segunda ocasión en la que cierran las fiestas de San Fermín, en un encierro que duró 2 minutos y 21 segundos. Morante de la Puebla, El Juli y Miguel Ángel Perera fueron los encargados de lidiar y estoquear a los toros durante la corrida.

### 2011
El encierro fue limpio y sin corneados, durando un total de 2 minutos y 20 segundos. La corrida fue lidiada por Juan Mora, El Juli y Sebastián Castella.

### 2016
Completaron el recorrido en 2 minutos y 32 segundos y dejaron un herido por asta. Fueron lidiados por Sebastián Castella, Miguel Ángel Perera y Andrés Roca Rey.

### 2017
Encierro rápido, con dos heridos por asta y tres toros que se adelantaron a mitad de recorrido. Los toreros encargados de lidiar la corrida fueron Antonio Ferrera, Alejandro Talavante y Ginés Marín.

### 2018
Encierro peligroso y lento, con un toro que se giraba continuamente en el ruedo y dificultó su entrada. La corrida fue lidiada por Antonio Ferrera, Andrés Roca Rey y Ginés Marín.

### 2019
Rápido encierro con una duración de 2 minutos y 19 segundos, dejando un herido por asta de toro. La corrida fue lidiada por Antonio Ferrera, Miguel Ángel Perera y Cayetano.

### 2022
Estos fueron los toros que llegaron a Pamplona en el año 2019: Currito, Rescoldito, Serpentín, Tabacalero, Jarandero, Juguertón, Aguaclara y Turulata. El encierro duró dos minutos y treinta y cinco segundos. No hay herido de asta (Cinco lesiones por contusiones).Y los Lidiaron esa tarde Morante de la Puebla, "El Juli" y Roca Rey.

### 2023
Encierro rápido y limpio el que fue realizado por Farfonillo, Pesadillo, Morito, Encumbrado, Asturiano y Ganador el 11 de julio de 2023 en el quinto encierro de San Fermín.
Recorrieron los 849 metros en un tiempo de 2 minutos y 21 segundos dejando un total de dos traslados, ninguno de ellos por asta de toro.
La corrida fue estoqueada por Morante, Talavante y Roca Rey. Una corrida que solo triunfó Roca Rey.

## Premios y reconocimientos
- 2015: xxviii Premio «Blanco y Oro» de la Fundación Cruzcampo a la mejor ganadería de la Feria de Abril de Sevilla 2015; el cartel de la corrida estuvo compuesto por Francisco Rivera Ordóñez, José María Manzanares y David Galván.[44]
- 2019:
  - Premio del equipo veterinario de la Plaza de toros de Las Ventas a la corrida de toros más completa lidiada en la temporada 2018.[45]
  - Premio «Feria del Toro» a la mejor corrida de la Feria de San Fermín de Pamplona.[46]